# Khāledābād
Khāledābād (persiska: خالد آباد) är en ort i Iran.   Den ligger i provinsen Esfahan, i den centrala delen av landet, 230 km söder om huvudstaden Teheran. Khāledābād ligger 991 meter över havet och antalet invånare är 3 308.
Terrängen runt Khāledābād är platt.Runt Khāledābād är det glesbefolkat, med 13 invånare per kvadratkilometer. Närmaste större samhälle är Bād Rūd, 2,2 km sydost om Khāledābād. Omgivningarna runt Khāledābād är i huvudsak ett öppet busklandskap.